# Lucbardez-et-Bargues
Lucbardez-et-Bargues è un comune francese di 483 abitanti situato nel dipartimento delle Landes nella regione della Nuova Aquitania.

## Società

### Evoluzione demografica
Abitanti censiti